# William Burnside
William Burnside (Paddington, London, 1852. július 2. – West Wickham, Anglia, 1927. augusztus 21.) brit matematikus.

## Életpályája
Burnside szülei Emma Knight és William Burnside. Édesapja skót ősökkel rendelkezett, nagyapja Skóciából költözött át Londonba, a Seeley és Burnside könyvkereskedés egyik üzlettársaként. Idősebb Burnside szintén kereskedőként dolgozott.
A mindössze  hatéves William árva lett. 1871-ben ösztöndíjjal a St. John Kollégiumba kerül, Cambridge-be. 1873-ban átmegy a Pembroke-ba, mert az addigi helyén annyira jó volt az evezőscsapat, hogy képtelen volt megszerezni az első helyet. Később itt végez, 1875-ben mint second wrangler (vagyis másodikként). Olyan hírességek voltak a tanárai, mint Stokes, Cayley vagy Maxwell. Később tanári állást kap Pembroke-ban.
Hidrodinamikát tanított, de első cikke az elliptikus függvények területén született, 1883-ban. Mikor professzorként Greenwichbe került, a kutatásban is a hidrodinamika felé fordult. Munkáiban gyakran használt komplex változókat és speciális transzformációkat, amik elvezették a csoport fogalmához. Érdeklődését azonnal felkeltette ez a terület, és 1894-től szinte csak ezzel foglalkozott.
Nem sokkal Grrenwichbe kerülése után, 1886. december 25-én megházasodott. Neje, Alexandrina Urquhart, egy skót kisbirtokos lánya volt. Két fiuk és három lányuk született.
Burnside sok nagyvonalú ajánlatot visszautasított; többször hívták például régi helyére, a Pembroke-ba (Stokes helyét vehette volna át, aki 1903-ban meghalt). A komplex függvények elméletében és a hidrodinamikában elért eredményei jutalmául 1893-ban megválasztják a Brit Királyi Társaság tagjának. Ebben az évben publikálta első cikkét a véges egyszerű csoportok témakörében, megmutatva, hogy az {\displaystyle A_{5}} alternáló csoport az egyetlen véges egyszerű csoport, melynek rendje négy, nem feltétlenül különböző prím szorzata. Két évvel később bebizonyította, hogy ha egy páros rendű csoportnak van 2-Sylow részcsoportja, akkor a csoport nem lehet egyszerű.
Csoportelméleti eredményei sokasodtak, 1897-ben kiadta The Theory of Groups of Finite Order című könyvét – amely az első angol nyelvű könyv volt ebben a témakörben. Bevezetőjében ezt írta:
Jelen tanulmány arra hivatott, hogy – alkalmazások nélkül – bevezesse az olvasót a véges rendű csoportok elméletének alapjaiba. Ez a terület ezidáig kevés figyelmet kapott; elégedettséggel töltene el, ha sikerülne felkelteni az angol matematikusok figyelmét ezen terület iránt, amely annál elragadóbb, minél többet tanulja az ember.
A könyv nagy hatással volt a csoportelmélet fejlődésére és még napjainkban is széles körben olvassák. 1899-ben Burnside-ot megválasztották a Londoni Matematikai Társaság tanácsába és ugyanebben az évben, ugyanettől az intézménytől elnyeri a De Morgan érmet. 1905 és 1908 között elnök, majd egészen 1917-ig dolgozik itt.

## Munkássága
Frobenius megteremtette a csoportok reprezentációelméletének és a karakterelméletnek az alapjait. Burnside hamar felismerte az új eszközök használhatóságát. 1904-ben bebizonyította, hogy minden {\displaystyle p^{n}q^{m}} rendű csoport feloldható. (Korábban speciális eseteket Sylow, Frobenius és Jordan bizonyított.) Burnside kimondta azt a híres sejtést, hogy minden páratlan rendű csoport feloldható. Ezt Feit és Thompson 1962-ben igazolta, cikkük, a több mint 250 oldalas, gondolatokkal telezsúfolt Odd Order Paper, a csoportelmélet egyik leghíresebb cikke, fontos lépés volt a véges egyszerű csoportok klasszifikációjában.
A Burnside-problémaként ismert kérdés egészen napjainkig foglalkoztatja a matematikusokat. A téma nehézségét jelzi, hogy a probléma egy részmegoldásáért Zelmanovot Fields-éremmel jutalmazták 1994-ben.
Burnside élete során közelítőleg 150 cikket publikált, ebből ötvenet a csoportelmélet témakörében.
Élete vége felé a valószínűségszámítás felé fordult, első cikke ebben a témakörben 1918-ban jelent meg. The Theory of Probability című könyve halálakor kéziratban volt, de már teljes formában. Halála után egy évvel adták ki.